# Composti organici del piombo
I composti organici del piombo (o composti piombo-organici) sono composti chimici che contengono un legame chimico tra un carbonio e il piombo.
La chimica dei composti piombo-organici ne è la corrispondente scienza.
Il primo composto piomboorganico sintetizzato fu l'esaetildipiombo (Pb2(C2H5)6), che fu sintetizzato per la prima volta nel 1858.
Per il fatto che appartiene allo stesso gruppo del carbone, il piombo è tetravalente.
Spostandosi nel gruppo del carbonio verso il basso della tavola periodica, il legame C–X (X = C, Si, Ge, Sn, Pb) diventa sempre più debole e la lunghezza di legame maggiore.
Nel tetrametilpiombo, il legame C–Pb misura 222 pm e possiede un'energia di dissociazione di 49 kcal/mol (204 kJ/mol). Per confronto, nel tetrametilstagno, il legame C–Sn misura 214 pm e possiede un'energia di dissociazione di 71 kcal/mol (297 kJ/mol).
Nella chimica dei composti piomboorganici prevale la specie Pb(IV), cosa notevole per il fatto che nei composti inorganici invece il piombo è presente come specie Pb(II). Il motivo di queste differenze risiede nel fatto che gli elementi che formano i composti inorganici del piombo (azoto, ossigeno, alogeni) sono molto più elettronegativi del piombo e la parziale carica positiva presente sull'atomo di piombo comporta una più forte contrazione dell'orbitale 6s rispetto all'orbitale 6p, cosicché l'orbitale 6s diviene inerte; questo fenomeno è definito effetto della coppia inerte.
Il composto organico del piombo di gran lunga più importante è il piombo tetraetile, in precedenza (fino alla metà degli anni novanta del XX secolo) utilizzato come agente antidetonante.
I reagenti a base di piombo più importanti per l'introduzione del piombo sono il tetracetato di piombo e il cloruro di piombo.
L'impiego dei composti piomboorganici è limitata in parte per la loro tossicità, sebbene la tossicità sia solamente il 10% di quella dei composti del palladio.

## Sintesi
I composti piombo-organici possono essere derivati dai reattivi di Grignard e dal piombo cloruro.
Ad esempio, il metilmagnesio cloruro reagisce con il piombo cloruro fino ad ottenere tetrametilpiombo, un liquido trasparente come l'acqua avente temperatura di ebollizione 110 °C e densità 1,995 g/cm³.
La reazione tra una fonte di piombo(II) e un sodio ciclopentadienide fornisce il corrispondente metallocene, il plumbocene.
Alcuni composti aromatici reagiscono direttamente con il piombo tetraacetato per formare composti piombo-arilorganici in una sostituzione elettrofila aromatica.
Ad esempio, l'anisolo forma con il piombo tetraacetato il p-metossifenilpiombo triacetato in cloroformio e acido dicloroacetico:
Altri composti del piombo sono gli alogenuri piomboorganici del tipo RnPbX(4-n), i sulfinati piomboorganici (RnPb(OSOR)(4−n)) e gli idrossidi piomboorganici (RnPb(OH)(4−n)). Reazioni tipiche di questi composti sono le seguenti:
R4Pb + HCl  → R3PbCl +  RH
R4Pb + SO2  → R3PbO(SO)R
R3PbCl + 1/2Ag2O (aq) → R3PbOH + AgCl
R2PbCl2 + 2 OH−  → R2Pb(OH)2 + 2 Cl−
I composti del tipo R2Pb(OH)2 sono anfoteri. A pH inferiori a 8, essi formano ioni R2Pb2+ e, a pH maggiore di 10, formano ioni R2Pb(OH)3−.
Derivati degli idrossidi sono i plumboxani:
2 R3PbOH + Na  → (R3Pb)2O + NaOH + 1/2 H2
che aprono la via agli alcossidi polimerici:
(R3Pb)2O + R'OH → 1/n (R3PbOR')n - n H2O

## Reazioni
Il legame C–Pb è debole. Per questo motivo, la rottura omolitica dei composti piomboorganici per formare radicali liberi è semplice.
Nelle applicazioni basate sulle sue proprietà antidetonanti, il suo ruolo è quello di un iniziatore radicalico.
I tipi generali di reazione dei composti aril- e vinil-piomboorganici sono la transmetallazione, ad esempio con acidi boronici, e la rottura di eterocicli acido-catalizzata.
I composti piombo-organici trovano impiego nelle reazioni di accoppiamento ossidativo tra composti aromatici.
Essi sono più reattivi dei loro simili organostannici e perciò possono essere utilizzati per sintetizzare i biarili stericamente ingombrati.
Nell'ossiplumbazione, gli alcossidi piombo-organic sono addizionati ad alcheni polari:
H2C=CH-CN + (Et3PbOMe)n → MeO-CH2-HC(PbEt3)-CN → MeO-CH2-CH2-CN
L'alcossido è rigenerato nel successivo stadio di metanolisi e, perciò, agisce come un catalizzatore.

### Triacetati di arilpiombo
L'atomo di piombo nel composto p-metossifenilpiombo triacetato è sostituito dai nucleofili a base di carbonio come il fenolo 2,4,6-trimetilfenolo (mesitolo) esclusivamente nella posizione orto:
La reazione richiede la presenza di un grande eccesso di un'ammina, come la piridina, che è presumibilmente in grado di legarsi al piombo nel corso della reazione.
La reazione è insensibile agli scavenger radicalici e perciò non è possibile ipotizzare un meccanismo a radicali liberi. Al contrario, è probabile che il meccanismo di reazione coinvolga la sostituzione nucleofila di un gruppo acetato da parte del gruppo fenolico per formare un intermedio piombodiorganico, che può essere isolato in alcune reazioni correlate tra di loro.
Il secondo stadio è simile a una trasposizione di Claisen, tranne per il fatto che la reazione dipende dall'elettrofilia del fenolo (di qui la selettività per la posizione orto).
Il nucleofilo può anche essere il carbanione di un composto β-dicarbonilico:
Il carbanione si forma per estrazione del protone acido in alfa ad opera della piridina (che svolge qui un doppio ruolo) in maniera simile alla condensazione di Knoevenagel. Questo intermedio sposta un legando acetato a un composto piombo-diorganico e di nuovo questi intermedi possono essere isolati con reagenti idonei come intermedi instabili.
Il secondo stadio è l'eliminazione riduttiva con formazione di un nuovo legame C–C e di piombo(II) acetato.

## Intermedi reattivi
I composti organici del piombo formano numerosi intermedi reattivi come ad esempio radicali liberi del piombo:
Me3PbCl + Na (77 K) → Me3Pb.
e i plumbileni, che sono i corrispondenti dei carbeni per il piombo:
Me3Pb-Pb-Me3  → [Me2Pb]
[Me2Pb] + (Me3Pb)2 → Me3Pb-Pb(Me)2-PbMe3
Me3Pb-Pb(Me)2-PbMe3 → Pb(0) + 2 Me4Pb
Questi intermedi si decompongono mediante disproporzionamento.
I plumbilideni del tipo RPb (formalmente Pb(I)) sono ligandi per altri metalli in composti del tipo LnMPbR (si confrontino con i metallocarbini del carbonio).